# Smurfarna
Smurfarna eller Smurferna (franska: Les Schtroumpfs) är en belgisk tecknad serie som kretsar kring en grupp blå varelser med samma namn. Det småväxta folket skapades i slutet av 1950-talet av den belgiske serieskaparen Pierre "Peyo" Culliford, för äventyrsserien Johan och Pellevin, och 1959 hade de premiär som egen serie publicerad i tidningen Spirou. Efter Peyos död har framför allt Peyos son Thierry Culliford skrivit manus till serien.
I Sverige kallades de översatta seriefigurerna till en början vanligen för smurfer, men åtminstone sedan 1990-talet har de emellanåt varit benämnda smurfar av bland andra serieutgivare och filmproducenter. Cobolts återupptagna albumutgivning från 2015 har återgått till formen smurfer.
Serien har även adapterats till ett par animerade långfilmer. 1981–1990 producerades Hanna-Barberas tv-serie Smurfarna, baserad på Peyos serie.

## Etymologi och namn
Ordet schtroumpf är påhittat enligt Peyo. Han kom på ordet en gång då han åt lunch med en vän (André Franquin) och bad honom att skicka saltet, men inte kom på vad salt hette utan använde ett nonsensord i stället ("passe-moi le schtroumpf").

### Smurfer eller smurfar?
Plural av ordet smurf angavs på svenska ursprungligen som "smurfer" men kom under 1990-talet (under inflytande från TV-serier och spridningen av plastfigurer) att i stor utsträckning ersättas av "smurfar".
Det officiella svenska namnet på serien var från starten Smurferna, detta oavsett om utgåvorna kom från Semic, Carlsen Comics, Skandinavisk Press eller Atlantic. Dock har formen Smurfarna varit spridd i folkmun och även använts för lansering av filmer och kringprodukter. Till slut följde även den tecknade serien efter. Sedan 1999 har de svenska utgåvorna av serien (fyra album och två-tre omgångar av en serietidning från Egmont Serieförlaget) använt titeln Smurfarna. Cobolt Förlag har dock även under 2010-talet använt den äldre titeln Smurferna.
Bytet av officiell pluralform tilltalar inte alla, och det har till och med kallats "vulgärt".

## Handling

### Bakgrund
Smurfarna handlar om ett hundratal små blå tomteliknande varelser, de flesta identiskt lika och endast "tre äpplen höga". De lever i en by i det fjärran Glömda landet och har ett säreget språk som påminner om vårt eget, men där substantiv, verb och adjektiv ersätts med ord som "smurf", "smurfa" och "smurfig" enligt en avancerad grammatik som endast smurfarna själva förstår. I de svenska serieöversättningarna får ordledet smurf ofta omväxlande ändelser i stil med -er, -ar, -et, -en med mera, vilket motsvarar ordsluten i de ord i svenska språket som smurf ersätter vid varje enskilt tillfälle. Sammansatta ord ersätts endast delvis av "smurf".
Var och en av smurfarna har ett eget hus. Den smurfska arkitekturen hämtar uppenbarligen inspiration från svampars form och utseende. De älskar hallonsaft och sarsaparill, och deras arbete består främst i att bygga på en bro över den stora smurf-floden som aldrig blir klar. Den enda människan som bor i det Glömda Landet är alkemisten Gargamel. Denne och hans katt Azrael är smurfarnas värsta antagonister. Gargamel har ständigt samma bekymmer att hitta smurfarnas by. 

### Figurer
Huvudartikel: Figurer i Glömda landet (smurfar och andra)
Merparten av smurfarna är 100 år gamla och till utseendet extremt lika varandra. De bär samtliga vita byxor med integrerade fotbeklädnader samt vita frygiska mössor. Det huvudsakliga undantaget är smurfarnas ledare, Gammelsmurf, som har röda kläder och som till skillnad från de andra bär skägg. Gammelsmurf synes naturligt ha framträtt som ledare genom att han är äldre och visare än de andra smurfarna. Alla smurfar heter enbart "smurf", men många av dem har fått smeknamn efter sina särskilda karaktärsdrag såsom Latsmurf, Starksmurf, Lustigsmurf, Glasögonsmurf(känd för moralkakor), Kokettsmurfen, Dumsmurfen med flera. Andra smurfar har fått tillfälliga namn efter enstaka äventyr de har varit med om. Till exempel kallades en smurf för Astrosmurf endast så länge som han var intresserad av rymdfärder. Fåtalet kvinnliga smurfar inkluderar Lilla Smurfan.

## Publiceringshistorik

### Belgien

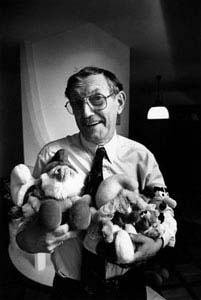
Peyo, med famnen full av smurfar och andra skapelser (1990).

1954 hade Peyo börjat producera serien Johan & Pirlouit (Johan och Pellevin på svenska) för serietidningen Spirou. Serien, som utspelade sig i det medeltida Europa, innehöll såväl resor till fjärran platser som inslag av fantasy.
Den 23 oktober 1958 började Johan och Pellevin-avsnittet La flûte à six schtroumpfs (Den förtrollade flöjten på svenska) publiceras. Handlingen kretsade kring titelfigurernas jakt på en magisk flöjt, under vilken de träffade på de små varelser som kallades schtroumpfs (smurfar). De små figurerna blev omedelbart populära och redan det påföljande året hade det första avsnittet av deras egen serie premiär i Spirou. 1963 samlades de första avsnitten av smurfarnas egen serie i ett album och därmed var albumutgivningen av serien igång. Under hela Peyos levnad fortsatte dock serien att först publiceras i Spirou för att sedan samlas i album. Då många av smurfserierna var relativt korta, samlades vanligen flera serier i varje album.
Vid sidan av de längre serierna publicerades även flera ensides skämtserier med smurfarna i Spirou. Dessa har bland annat återtryckts på svenska i serietidningsform.
Efter Peyos död upphörde serien i Spirou. Andra serieskapare har dock fortsatt att producera nya avsnitt, såväl längre albumserier som kortare episoder, och de har publicerats i andra tidningar och specialutgåvor.

### Sverige
Seriealbumen med smurfarna har givits ut i två omgångar på svenska. 1972–1973 publicerade Semic Press fyra "Smurfalbum", varefter Coeckelberghs tog över utgivningen, och påbörjade ny numrering under titeln Smurfernas äventyr 1975. Det påföljande året köptes Coeckelberghs upp av Carlsen/if (sedermera Carlsen Comics) som fortsatte Coeckelberghs utgivning och numrering. De album som publicerades av Semic utkom sedermera även i Carlsens utgivning, med nya titlar och nya översättningar.
Av de album Peyo skapade har samtliga utom det sista blivit översatta till svenska. Den svenska numreringen följer dock inte originalnumreringen.
Utöver albumpubliceringen figurerade Smurferna som biserie i serietidningen Fix & Foxi, under åren 1979–1981.
Tre serietidningar med smurfarna har getts ut. 1992–1993 gav Atlantic Förlag ut tidningen Smurferna, som totalt kom att omfatta fjorton nummer, och 2002–2003 utgav Egmont Serieförlaget tidningen Smurfarna. Egmont återupptog för en tid utgivningen av tidningen hösten 2011, i samband med lanseringen av den amerikanska Smurfarna-filmen; tidningen kom ut med åtta nummer till och med hösten 2012 och materialet översattes av Per A.J. Andersson. Utgivningen av tidningen återupptogs sommaren 2013 i samband med premiären av Smurfarna 2. Dessa publikationer innehåller huvudsakligen material från tiden efter Peyos bortgång.
Utöver detta har en handfull sentida album med Smurferna publicerats; 1999 gav Atlantic ut Smurfarna – Smurfig jul och 2002-2003 gav Egmont Serieförlaget ut tre obetitlade album. 2011-2012 gav Semic ut sex Smurfalbum. Samtliga dessa publikationer blandar nyare material med repriser av serier som tidigare publicerades i Carlsen Comics albumserie. Cobolt har givit ut Smurfalbum med tidiga outgivna längre serier.

## Albumutgivning
Listan följer den franskbelgiska  originalpubliceringens ordning. Den svenska numrering som anges är Carlsen Comics.

### Huvudserien, av Peyo
| Nr | Svensk titel                                                                    | Svensk numrering | Originaltitel                            | Produktionsår |
| -- | ------------------------------------------------------------------------------- | ---------------- | ---------------------------------------- | ------------- |
| 1  | De svarta smurferna (Carlsen/if) Hotet från Svartsmurferna (Semic #1)           | 6                | Les Schtroumpfs Noirs                    | 1963          |
| 2  | Supersmurfen (Carlsen/if) Smurfrik den store (Semic #2)                         | 4                | Le Schtroumpfissime                      | 1965          |
| 3  | Den lilla smurfan (Carlsen/if) Smurfina (Semic #4)                              | 5                | La Schtroumpfette                        | 1967          |
| 4  | Ägget och smurferna (Carlsen/if) Trolleriägget och (O)vädersmaskinen (Semic #3) | 7                | L'Oeuf et les Schtroumpfs                | 1968          |
| 5  | Smurferna och Kroxelikrax                                                       | 1                | Les Schtroumpfs et le Cracoucass         | 1969          |
| 6  | Astrosmurfen                                                                    | 2                | Le Cosmoschtroumpf                       | 1970          |
| 7  | Trollkonst-smurfen                                                              | 3                | L'Apprenti Schtroumpf                    | 1971          |
| 8  | Smurfhistorier                                                                  | 10               | Histoires de Schtroumpfs                 | 1972          |
| 9  | Smurfbråk och bråksmurfar                                                       | 8                | Schtroumpf vert et vert Schtroumpf       | 1973          |
| 10 | Smurfsoppan                                                                     | 9                | La Soupe Aux Schtroumpfs                 | 1976          |
| 11 | De olympiska smurferna                                                          | 11               | Les Schtroumpfs Olympiques               | 1983          |
| 12 | Smurferna får babybesvär                                                        | 13               | Le Bébé Schtroumpf                       | 1984          |
| 13 | Baklängesklockan                                                                | 12               | Les P'tits Schtroumpfs                   | 1988          |
| 14 | Den flygande smurfen                                                            | 14               | L'Aéroschtroumpf                         | 1990          |
| 15 | Latsmurfens törnrosasömn                                                        | 15               | L'ètrange rèveil du Schtroumpf Paresseux | 1991          |
| 16 | Pengasmurfen                                                                    | -                | Le Schtroumpf Financier                  | 1992          |

### Huvudserien, efter Peyo
Inga av de album som producerats efter Peyos bortgång har blivit utgivna på svenska. Delar av materialet har dock publicerats i tidningen Smurfarna.
- 17: Le Schtroumpfeur de Bijoux (1994, manus: Thierry Culliford & Luc Parthoens, bild: Alain Maury)
- 18: Docteur Schtroumpf (1996, manus: Culliford & Parthoens, bild: Maury)
- 19: Le Schtroumpf Sauvage (1998, manus: Culliford & Parthoens, bild: Maury)
- 20: La Menace Schtroumpf (2000, manus: Culliford & Parthoens, bild: Maury & Parthoens)
- 21: On ne schtroumpfe pas le progrès (2002, manus: Culliford & Parthoens, bild: Pascal Garray)
- 22: Le Schtroumpf reporter (2003, manus: Culliford & Parthoens, bild: Ludo Borecki)
- 23: Les Schtroumpfs joueurs (2005, manus: Culliford, bild: Ludo Borecki)
- 24: Salade de Schtroumpfs (2006, manus: Culliford & Parthoens, bild: Borecki & Jeroen De Coninck)
- 25: Un enfant chez les Schtroumpfs (2007, manus: Culliford & Miguel Díaz Vizoso, bild: De Coninck)
- 26: Les Schtroumpfs et le livre qui dit tout (2008, manus: Thierry Culliford & Alain Jost, bild: Pascal Garray, färg: Nine Culliford)
- 27: Schtroumpf les Bains (2009, manus: Thierry Culliford, bild: Pascal Garray, färg: Nine Culliford)
- 28: La Grande Schtroumpfette (2010, manus: Thierry Culliford, bild: Pascal Garray, färg: Nine Culliford)
- 29: Les Schtroumpfs et l'Arbre d'Or (2011, manus: Thierry Culliford, bild: Pascal Garray, färg: Nine Culliford)
- 30: Les Schtroumpfs de l'ordre (2012, manus: Culliford & Parthoens, bild: De Coninck, färg: Nine Culliford)
- 31: Les Schtroumpfs à Pilulit (2013, manus: Thierry Culliford & Alain Jost, bild: Pascal Garray, färg: Nine Culliford, ISBN 978-2803632558)
- 32: Les Schtroumpfs et l'Amour sorcier (2014, Manus: Thierry Culliford & Alain Jost, Bild: Jeroen De Coninck, färg: Nine Culliford)
- 33: Schtroumpf le héros (2015, Manus: Thierry Culliford & Alain Jost, Bild: Jeroen De Coninck & Miguel Díaz, färg: Nine Culliford)
- 34: Les Schtroumpfs et le Demi-génie (2016, Manus: Thierry Culliford & Alain Jost, Bild: Jeroen De Coninck & Miguel Díaz, färg: Nine Culliford)
- 35: Les Schtroumpfs et les Haricots mauves (2017, Manus: Thierry Culliford & Alain Jost, Bild: Pascal Garray, färg: Nine Culliford)
- 36: Les Schtroumpfs et le Dragon du lac (2018, Manus: Thierry Culliford & Alain Jost, Bild: Jeroen De Coninck & Miguel Díaz, färg: Nine Culliford)
- 37: Les Schtroumpfs et la Machine à rêver (2019, Manus: Thierry Culliford & Alain Jost, Bild: Jeroen De Coninck & Miguel Díaz, färg: Nine Culliford)
- 38: Les Schtroumpfs et le Vol des cigognes (2020, Manus: Thierry Culliford & Alain Jost, Bild: Miguel Díaz Vizoso, färg: Nine Culliford)
- 39: Les Schtroumpfs et la Tempête blanche (2021, Manus: Thierry Culliford & Alain Jost, Bild: Alain Maury, färg: Nine Culliford)
- 40: Les Schtroumpfs et les Enfants perdus (2022, Manus: Thierry Culliford & Alain Jost, Bild: Miguel Díaz Vizoso, färg: Nine Culliford)
- 41: Gargamel l'ami des Schtroumpfs (2023, Manus: Thierry Culliford & Alain Jost, Bild: Peral, färg: Nine Culliford)
- 42: Les Schtroumpfs et la Cape magique (2024, Manus: Thierry Culliford & Alain Jost, Bild: Miguel Díaz Vizoso, färg: Nine Culliford)
- Specialnummer: Les Schtroumpfeurs de flûte (2008, manus: Culliford & Parthoens, bild: De Coninck, färg: Nine Culliford)

### Miniberättelser ("Minirécits")
De här små häftade albumen trycktes som bilagor i Spirou.
- MR1: Les Schtroumpfs noirs (i Spirou nr 1107, 07/1959)
- MR2: Le Voleur de Schtroumpfs (i Spirou nr 1130, 12/1959)
- MR3: L’Œuf et les Schtroumpfs (i Spirou nr 1147, 01/1960)
- MR4: Le Faux Schtroumpf (i Spirou nr 1211, 01/1961)
- MR5: La Faim des Schtroumpfs (i Spirou nr 1235, 01/1961)
- MR6: Le Centième Schtroumpf (i Spirou nr 1244, 01/1962)

### 3 Histoires de Schtroumpfs
Det här var små fyrkantiga album i albumkollektionen "Le Lombard Jeunesse", med material från serietidningen Schtroumpf!. Text och bild var av Peyo, färger av Studio Leonardo.
1. La Poudre d’escampette, januari 1994
2. Gargamel fait la paix, januari 1994
3. Le Tournitoula du Schtroumpf Musicien, januari 1994
4. L’Anniversaire du Grand Schtroumpf, januari 1994
5. Les Malheurs du Schtroumpf Coquet, april 1994
6. La Salsepareille de Gargamel, april 1994
7. Le Schtroumpf qui marchait sous l’eau, april 1994
8. Les Schtroumpfs gris, april 1994
9. Les Schtroumpfs de papier, december 1995
10. Les Schtroumpfs et Dame Nature, december 1995
11. Le Puits aux échanges, december 1995
12. Les Schtroumpfosaures, december 1995

- (onumrerad) Peyo présente 2 histoires de Schtroumpfs : Le Schtroumpf sous-marin, oktober 1996

### Schtroumpferies
Den här serien bestod av ensides historier (44 sidor per album). Text och bild var av Peyo, förlaget Le Lombard.
1. Schtroumpferies 1, januari 1994
2. Schtroumpferies 2, april 1996
3. Schtroumpferies 3, november 1997
4. Schtroumpferies 4, oktober 1999
5. Schtroumpferies 5, november 2001

### Blagues des Schroumpfs
Bild och text var av Peyo Creations, förlaget var Le Lombard.
1. 120 blagues et autres surprises 1, juli 2007
2. 120 blagues et autres surprises 2, juli 2008
3. 120 blagues et autres surprises 3, augusti 2009
4. 120 blagues et autres surprises 4, juli 2010
5. 120 blagues et autres surprises 5, juli 2012

### L’Univers des Schtroumpfs
Bild och text var av Studio Peyo, förlaget var Le Lombard. Ett antal av de här tidigare outgivna historierna har tryckts på svenska i den nya serietidningen (2011–2012, 2013–)
1. Gargamel et les Schtroumpfs (6 tidigare outgivna historier), juli 2011
2. Noël chez les Schtroumpfs (5 tidigare outgivna historier), november 2012
3. Sacrée Schtroumpfette (5 tidigare outgivna historier), juli 2013

### Collection Pirate
Även en del av de här historierna har tryckts på svenska i den nya serietidningen (se ovan).
1. La Schtroumpfette et le Chevalier (7 tidigare outgivna historier), januari 2001
2. La Piscine des Schtroumpfs (7 tidigare outgivna historier), januari 2001
3. Les Schtroumpfs et le Bougloubou (7 tidigare outgivna historier), januari 2001
4. Les P'tits Schtroumpfs sur la Lune (7 tidigare outgivna historier), januari 2001
5. La Soupe aux Schtroumpfs (2 tidigare outgivna historier + 13 sidor "Schtroumpferies"), juni 2003
6. Les Schtroumpfs olympiques (3 tidigare outgivna historier), juni 2003

### Smurfarna och den gömda byn
En serie baserad på karaktärer från den animerade filmen Smurfarna: Den försvunna byn (2017), om en annan smurfby där det bara bor kvinnliga smurfar. Tre av albumen är hittills utgivna på svenska av Egmont Story House.
1. La Forêt interdite (Den förbjudna skogen), manus: Alain Jost, Luc Parthoens & Thierry Culliford, bild: Alain Maury, Jeroen de Coninck, Miguel Díaz och Laurent Cagniat, 2017
2. La Trahison de Bouton d'Or (Det stora sveket ), manus: Luc Parthoens & Thierry Culliford, Bild: Alain Maury, 2018
3. Le Corbeau  (Korpen), manus: Luc Parthoens & Thierry Culliford, bild: Alain Maury, 2019
4. Un nouveau départ, manus: Luc Parthoens & Thierry Culliford, bild: Alain Maury, 2020
5. Le Bâton de Saule, manus: Luc Parthoens & Thierry Culliford, bild: Alain Maury, 2022
6. L'île vagabonde, manus: Luc Parthoens & Thierry Culliford, bild: Alain Maury, 2023

### Övriga utgåvor
Mellan 1962 och 1996 gavs det på franska ut minst 10 olika reklamalbum, i samarbete med olika företag. Här fanns banker, mejerikooperativ, bagerier, oljebolag, dryckestillverkare, handikapporganisationer och livsmedelstillverkare.   
Trots ovanstående album lär åtminstone fyra Smurfhistorier aldrig ha återtryckts i albumform.

## I andra medier

### Filmatiseringar

#### Tidiga filmer
1965 producerade Dupuis Audiovisuel en 90 minuter lång svartvit animerad film om smurfarna, Les Aventures des Schtroumpfs. Filmen regisserades av Eddy Ryssack efter manus av Peyo och Yvan Delporte.
1976 gjordes ett nytt försök då Smurfarna och den förtrollade flöjten (La Flûte à six schtroumpfs) kom ut. Filmen baserades på Johan och Pellevin-serien Den förtrollade flöjten, i vilken smurfarna hade gjort sin debut, och denna blev en omedelbar framgång, och bidrog till smurfarnas växande popularitet under 1970-talet.

#### Hanna-Barbera
I USA kom försäljningsgenombrottet 1981. Då började det amerikanska TV-bolaget NBC att på lördagsmorgnarna visa Hanna-Barbera Productions amerikansk-belgiska animerade TV-serie Smurfs, som på svenska kom att heta Smurfarna (notera ändringen i pluralformen). TV-serien producerades i sammanlagt 256 30-minutersavsnitt åren 1981–1990.
Smurfarna blev en av 1980-talets i antal avsnitt mest framgångsrika amerikanska animerade TV-serier och producerades i 256 halvtimmeslånga avsnitt innan den lades ned 1990. I Sverige har serien visats i flera omgångar på TV3, och några av de tidiga episoderna har också klippts samman till långfilmer varav några gick upp på svenska biografer i början av 1980-talet.
Den amerikanska tv-serien är till sina yttre premisser relativt trogen den belgiska tecknade serien - till de mer påtagliga skillnaderna märks dock ett utökande av persongalleriet. Bland andra introducerades Farfarsmurfen, smurf som är äldre än Gammelsmurf och klär sig i gula kläder, och Smurflingarna, smurfbarn som säkerligen introducerades för att barn-publiken skulle ha någon att identifiera sig med, och för att man skulle kunna använda typiska barn/vuxen-klichéer i manus (som historier om olydnad och bestraffning och barns fantasi kontra vuxnas tråkighet med mera).

#### CGI-animerad långfilm
En datoranimerad långfilm med smurfarna fick premiär 2011. En uppföljare fick premiär 2013. 
Sedan kom det en film 2017 (Den försvunna byn) som är helt animerad, istället för de andra som blandar animation och spelfilm.

### Samlarfigurer och TV-spel

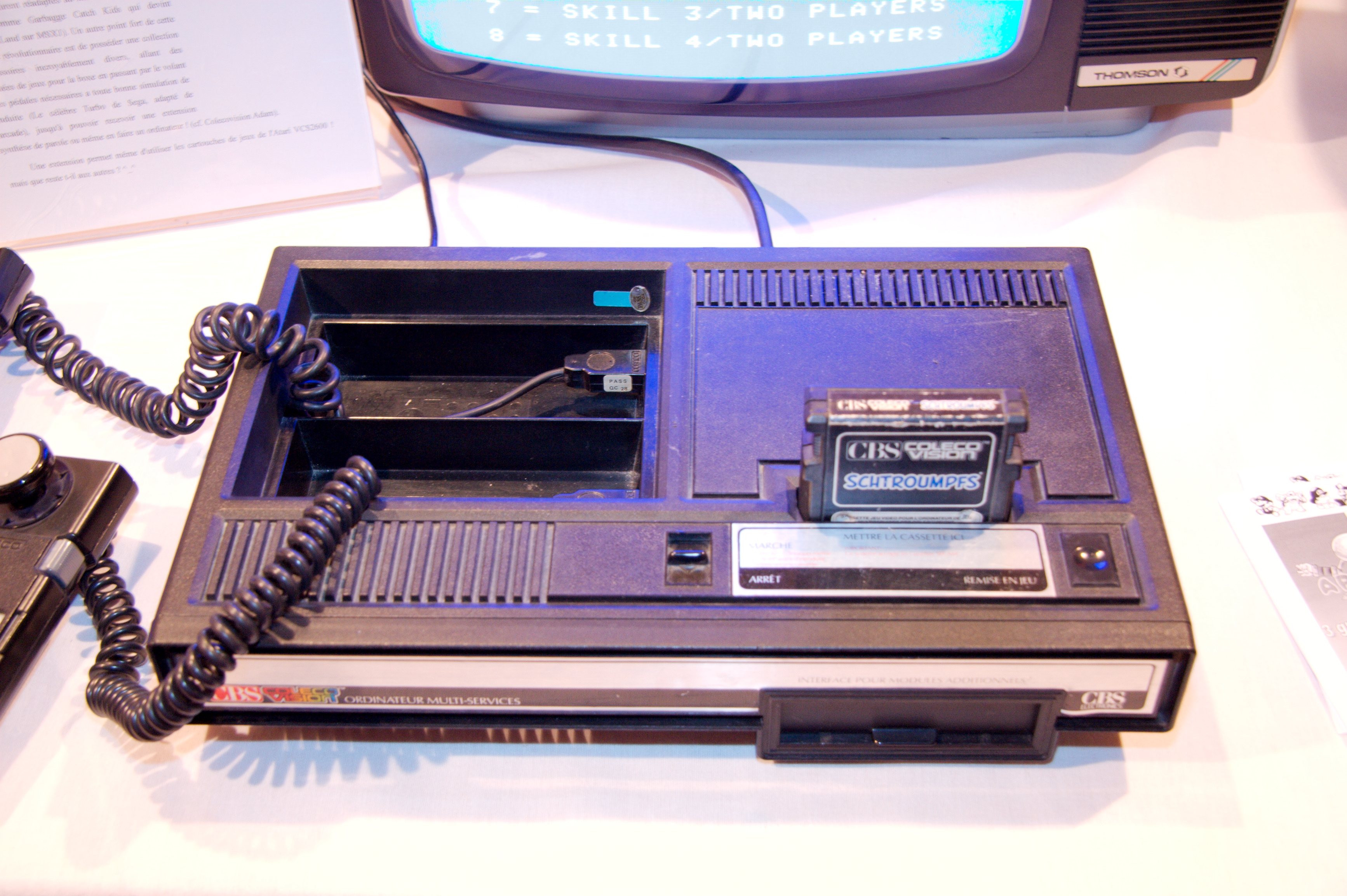
Exempel på ett tidigt, kassettbaserat TV-spel med Smurfarna (Schtroumpfs).

Smurfarna rönte stor popularitet i Europa under 1970-talet och det tidiga 1980-talet, mycket tack vare flitig marknadsföring av kringprodukter och framför allt de små samlingsbara plastfigurerna. I Nordamerika slog smurferna igenom först i och med Hanna-Barberas tv-serie – någon albumutgivning skedde inte förrän senare – och under 1980-talet blev plastfigurerna vanligt förekommande även där.
Plastfigurerna har fortsatt att vara samlarobjekt även under 2000-talet, vilket inte minst märks på det relativt rika utbudet av webbplatser vigda åt ämnet.
Dessutom har Smurfarna – första gången 1982 – lanserats som TV-spel eller spel på Internet.

### Musik
- I Hanna-Barberas Smurfarna används mycket klassisk musik.[9][bättre källa behövs]
- Klasse i Smurflandet med Klasse Möllberg
- Smurfpartaj i Smurfland med Stefan Rüdén
- Smurflåtarna med Bert Åke Varg
- Smurfhits är titeln på en serie musikskivor där smurfarna sjunger alla låtarna. De började släppas från och med 1990-talets senare halva, och låtarna har väldigt lite med originalseriens handling att göra.